# Pablo Salazar
Pablo Andrés Salazar Sánchez (San José, 21 de noviembre de 1982) es un exfutbolista y Entrenador costarricense que jugó como defensa. Actualmente sé encuentra sin equipo trás ser despedido comó técnico del Club Sport Herediano el 7 de agosto del 2025

## Trayectoria
Inició su carrera en las ligas menores de Las Águilas de Cucubres y la filial de la Liga Deportiva Alajuelense en Desamparados. Sería cedido a préstamo al AD Barbareña, equipo con el que haría su debut en la Primera División de Costa Rica el 29 de setiembre de 2002 en un encuentro ante el Municipal Osa. Con los barbareños jugó seis meses donde logró anotar dos goles. Luego pasó por las filas del Club Sport Cartaginés entre 2003 y 2005, equipo con el que disputó 29 partidos. Regresó a la Liga Deportiva Alajuelense para jugar del 2006 al 2010, disputando 50 encuentros y anotando 3 goles. Posteriormente se vincularía al Municipal Liberia, club con el que se proclamaría campeón del Verano 2009, teniendo una destacada participación en 49 juegos disputados. Luego tuvo un paso fugaz con la Asociación Deportiva Filial Club UCR con 21 partidos disputados, ya que en el 2011 el equipo universitario desciende a la Segunda División. Desde el 2011 hasta la actualidad milita con el Club Sport Herediano, equipo con el cual se proclamó campeón del Verano 2012, Verano 2013, Verano 2016 y Verano 2017 así como con los subcampeonatos del Invierno 2011, Invierno 2012, Invierno 2013 e Invierno 2014. 
A niveles de selecciones nacionales disputó la Copa Mundial de Fútbol Juvenil de 2001 y los Juegos Olímpicos de Atenas 2004. Además, con la selección mayor ha participado en la Copa de Oro de la Concacaf 2009, la Copa Centroamericana 2013, eliminatoria de la Copa Mundial de Fútbol de 2014, la Copa Centroamericana 2014 y otros partidos amistosos.

## Participaciones internaciones

### Copas del Mundo
| Mundial                                | Sede      | Resultado        |
| -------------------------------------- | --------- | ---------------- |
| Copa Mundial de Fútbol Juvenil de 2001 | Argentina | Octavos de final |

### Juegos Olímpicos
| Juegos                          | Sede   | Año  | Resultado        |
| ------------------------------- | ------ | ---- | ---------------- |
| Juegos Olímpicos de Atenas 2004 | Grecia | 2004 | Cuartos de final |

## Clubes

### Como jugador
| Club              | País       | Año       |
| ----------------- | ---------- | --------- |
| AD Barbareña      | Costa Rica | 2002-2003 |
| C. S. Cartaginés  | Costa Rica | 2003-2006 |
| L. D. Alajuelense | Costa Rica | 2006-2008 |
| Municipal Liberia | Costa Rica | 2008-2010 |
| UCR               | Costa Rica | 2010-2011 |
| C. S. Herediano   | Costa Rica | 2011-2014 |
| C. F. Mérida      | México     | 2015      |
| C. S. Herediano   | Costa Rica | 2016-2019 |

### Como director técnico
| Club                     | País       | Año  |
| ------------------------ | ---------- | ---- |
| C. S. Herediano          | Costa Rica | 2021 |
| C. S. Herediano Femenino | Costa Rica | 2023 |
| PFA Antioquia            | Costa Rica | 2024 |
| C. S. Herediano          | Costa Rica | 2025 |

### Como segundo director técnico
| Club               | País       | Año         |
| ------------------ | ---------- | ----------- |
| C. S. Herediano    | Costa Rica | 2019-2023   |
| Santos de Guápiles | Costa Rica | 2023-2024   |
| C. S. Herediano    | Costa Rica | 2024 - 2025 |

## Palmarés

### Títulos nacionales
| Título                         | Equipo            | País       | Año  |
| ------------------------------ | ----------------- | ---------- | ---- |
| Primera División de Costa Rica | Municipal Liberia | Costa Rica | 2009 |
| Primera División de Costa Rica | C. S. Herediano   | Costa Rica | 2012 |
| Primera División de Costa Rica | C. S. Herediano   | Costa Rica | 2013 |
| Primera División de Costa Rica | C. S. Herediano   | Costa Rica | 2016 |
| Primera División de Costa Rica | C. S. Herediano   | Costa Rica | 2017 |
| Primera División de Costa Rica | C. S. Herediano   | Costa Rica | 2018 |

### Títulos internacionales
| Título               | Equipo                  | Sede           | Año  |
| -------------------- | ----------------------- | -------------- | ---- |
| Copa Centroamericana | Selección de Costa Rica | Costa Rica     | 2013 |
| Copa Centroamericana | Selección de Costa Rica | Estados Unidos | 2014 |
| Liga Concacaf        | C. S. Herediano         | Costa Rica     | 2018 |